# Mauro Reyes
Mauro Reyes (Santa Bárbara, Santa Bárbara, Honduras, 19 de noviembre de 1966) es un entrenador hondureño. Actualmente es Asistente Técnico de Miguel Falero en el Real España.

## Biografía
Mauro Reyes es un Maestro de Educación que se retiró de las aulas de clases y se dedicó a ser entrenador de fútbol, comenzó entrenando niños debido a su labor como docente, nunca jugó fútbol a nivel profesional debido a que prefirió los estudios universitarios. Sin embargo, participó en clubes de segunda división como Tigres de La Lima y Real Juventud. Es hermano mayor de los exfutbolistas Francis Reyes y Josué Reyes (ambos seleccionados nacionales). Su apodo Maestro se deriva a que el antes ejercía la Pedagogía como profesión. Antes de dirigir como titular en la Liga Nacional de Honduras fue asistente técnico de por lo menos doce entrenadores de fútbol hasta que en el año 2009 sustituye a Rubén Guifarro en el banquillo de Real Juventud, en ese momento de la Liga Nacional de Honduras, además fue asistente técnico en la Selección de fútbol sub-20 de Honduras para el mundial de Argentina. Mauro Reyes es uno de los pocos entrenadores que le ha podido ganar de visita con equipos modestos a los cuatro equipos grandes de Honduras a excepción de Olimpia, aunque también es uno de los entrenadores que más ha empatado en casa de los leones.
En 1993, inició su carrera como entrenador en el Club Deportivo Subirana de la Liga Mayor de Fútbol de Honduras. En esta categoría dirigió a varios equipos en los cuales fue campeón y subcampeón en torneos locales y regionales en varias ocasiones. Luego, fungió como director técnico en varios equipos de la Liga de Ascenso de Honduras como Real Juventud en siete temporadas, Olimpia Occidental, y Atlético Indepencdiente de Siguatepeque al cual llevó a estar muy cerca del ascenso a Primera División Profesional. Antes de dirigir en primera división profesional fue asistente técnico de entrenadores de la talla de Manuel Keosseian, Ramón Maradiaga y Rubén Guifarro entre otros.
En septiembre de 2009, fue nombrado director técnico del Real Juventud de la Liga Nacional de Honduras, un modesto club que lo tomó en el último lugar con cinco puntos por debajo del penúltimo. A este club lo dirigió hasta el final del torneo; haciendo más puntos que el Deportes Savio, pero por un problema administrativo Real Juventud perdió cuatro puntos según resolución de la Comisión Nacional de Disciplina, fue entonces que Real Juventud descendió a la Liga de Ascenso de Honduras. Este club se convirtió en el único club que descendió a manos del profe Mauro Reyes, pero por el problema administrativo ya que en el área deportiva se habían salvado. Este fue el primer precedente de un club hondureño que por deudas con los jugadores le quitaron puntos y descendieron 
En julio de 2010 es confirmado como entrenador del Hispano Fútbol Club. Este club arrastraba serios problemas económicos y administrativos. No obstante, meses después dimitió de su cargo tras los malos resultados del club en el cual solamente dirigió ocho partidos de la primera vuelta del torneo de Apertura de ese año y por los diferentes problemas del mismo; que para el siguiente torneo terminaron con el descenso bajo dirección técnica de Raúl Martínez Sambulá. Desde mediados de 2011 hasta inicios de 2013 fungió como asistente técnico en el Club Deportivo Marathón, en el cual solamente dirigió dos partidos como titular ante la salida de Ramón Maradiaga, también dirigió el Clásico Sampedrano contra Real España el cual se ganó 2X3. Además dirigió un partido de la Concacaf Liga Campeones  en Trinidad y Tobago el cual empató 0X0. Allí colaboró con entrenadores como Ramón Maradiaga y Manuel Keosseian.
El 6 de marzo de 2013, tras la estrepitosa caída ante Motagua por seis goles a cero, Emilio Umanzor fue despedido de su cargo como entrenador del Deportes Savio, y Mauro Reyes fue nombrado como su sucesor en el banquillo del cuadro matador. Tomando el equipo en el último lugar y logrando salvarlo terminó con bastante regularidad (6º lugar), logrando disputar la liguilla final, donde fue eliminado por el club Victoria de la Ceiba; en el segundo Torneo alcanzó las semifinales y a dos minutos de la final pero la sanción de tres penales dudosos en el partido le hicieron perder esa posibilidad y finalmente en el tercer torneo a su cargo fue despedido tras dirigir solamente diez partidos del torneo, pero quedando con una diferencia de cinco puntos del último lugar, pero los malos resultados de la segunda vuelta terminarían con un nuevo descenso para el club.
En 2014 fue nombrado entrenador del Real Sociedad de Tocoa, en sustitución de Héctor Castellón. Un club que necesitaba reconstruir su plantilla ante la salida de algunos jugadores valiosos, su comienzo tuvo altibajos y los resultados no eran los mejores, lo que lo llevó a renunciar de su cargo el 7 de octubre de 2014, debido a algunas diferencias con algunos dirigentes ya que los resultados no eran los mejores y aunque ya se miraba una mejoría siempre renunció dirigiendo únicamente 10 partidos; al final del torneo dicho club alcanzó la final del campeonato, el Apertura 2014 ante el Motagua.
En el 2015 regreso a dirigir al Club Atlético Independiente de Siguatepeque de la Liga de Ascenso y terminó disputando la Final de Ascenso a la Liga Profesional contra el club Juticalpa Fútbol Club, logrando únicamente el Subcampeonato Nacional de Honduras; esto en el torneo de Clausura 2015 este fue su último club aunque fue tentado por el Juticalpa FC.
Actualmente dirige por segunda ocasión al Club Real Sociedad de Tocoa Colon ya que por su buen trabajo los dirigentes decidieron nuevamente que Mauro Reyes regresara el actual torneo de apertura 2015 clasificando a la liguilla final en el cual fue dejado en el camino por el Olimpia con el cual disputaron dos sensacionales partidos que finalizaron con un marcador global de 5X4 a favor del Olimpia.
El 26 de mayo de 2016 fue anunciado como director técnico del Real España, cargo del que fue despedido el 16 de enero de 2017, por problemas administrativos con el director deportivo, siendo reemplazado por Primitivo Maradiaga. Mauro Reyes se ha caracterizado por ser de los entrenadores que más puntos ha sacado en canchas de los equipos grandes de Honduras, ya que ha sido capaz con sus equipos denominados pequeños de ir a ganar de visita.
Su último equipo recientemente fue el Club Honduras Progreso, de la Liga Nacional de Fútbol Profesional de Honduras cuya sede es  la ciudad de El Progreso, Yoro, Honduras

## Clubes como entrenador
| Club                             | País      | Año       |
| -------------------------------- | --------- | --------- |
| Real Juventud                    | Honduras  | 2009-2010 |
| Hispano                          | Honduras  | 2010      |
| Marathón                         | Honduras  | 2012      |
| Deportes Savio                   | Honduras  | 2013-2014 |
| Real Sociedad                    | Honduras  | 2014      |
| Atlético Independiente           | Honduras  | 2015      |
| Real Sociedad                    | Honduras  | 2015-2016 |
| Real España                      | Honduras  | 2016-2017 |
| Parrillas One                    | Honduras  | 2017      |
| Juticalpa                        | Honduras  | 2017-2018 |
| Honduras Progreso                | Honduras  | 2018      |
| Suchitepéquez                    | Guatemala | 2019      |
| Real Juventud                    | Honduras  | 2019      |
| Real Sociedad                    | Honduras  | 2019      |
| Deportes Savio                   | Honduras  | 2019      |
| Real Sociedad                    | Honduras  | 2019-2020 |
| Club Deportivo Honduras Progreso | Honduras  | 2020      |
| Real Juventud                    | Honduras  | 2021-2022 |
| Club Deportivo Real Sociedad     | Honduras  | 2022-2023 |
| Juticalpa FC                     | Honduras  | 2023      |